# Odległość fotografowania
Odległość fotografowania, odległość przedmiotowa – odległość fotografowanego obiektu od obiektywu fotograficznego. Odległość ta liczona jest od płaszczyzny głównej przedmiotowej obiektywu.